# Cultura Clássica de Veracruz

A cultura clássica de Veracruz e outros importantes assentamentos do período clássico.

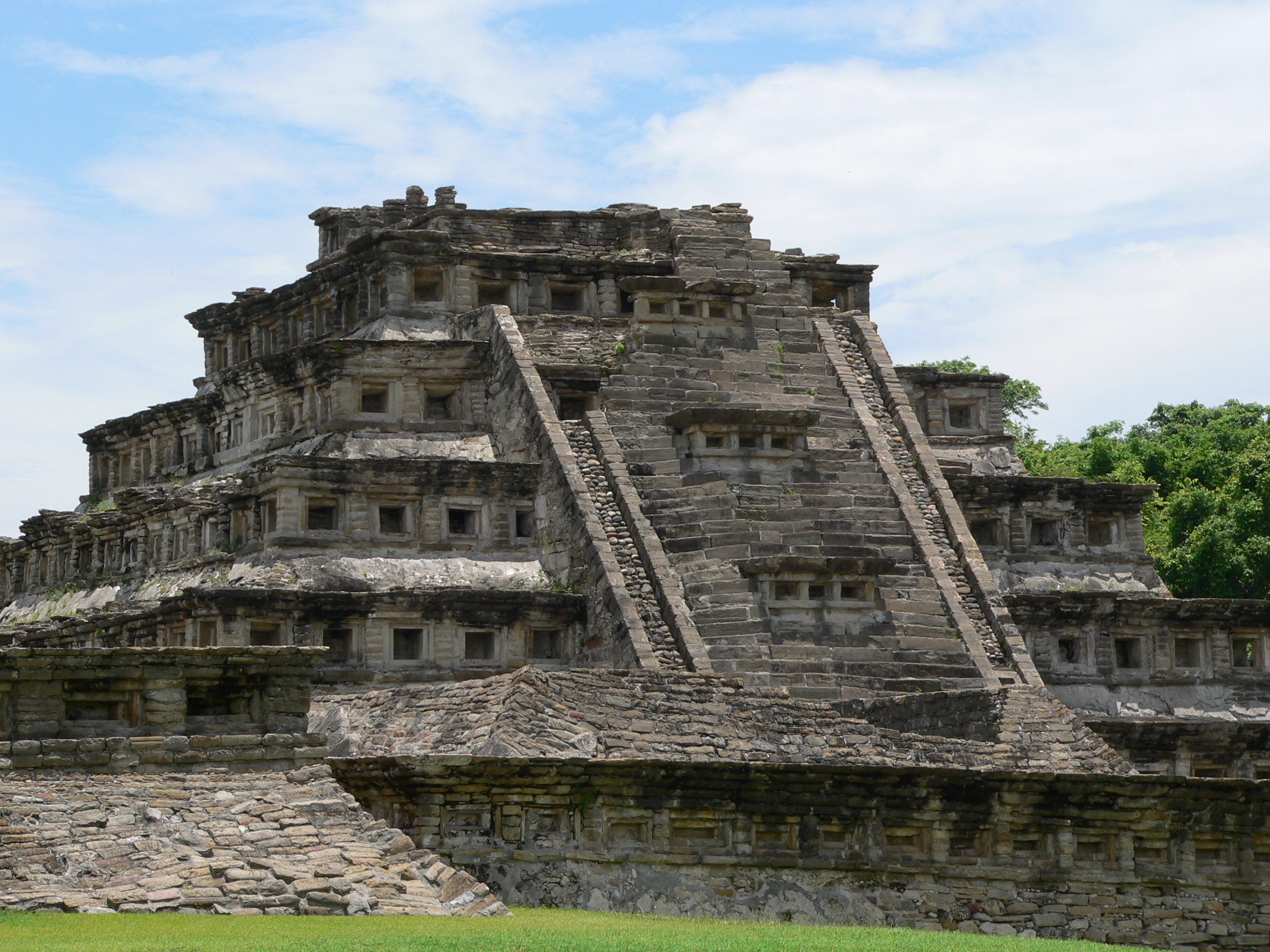
A Pirâmide dos Nichos, El Tajín.

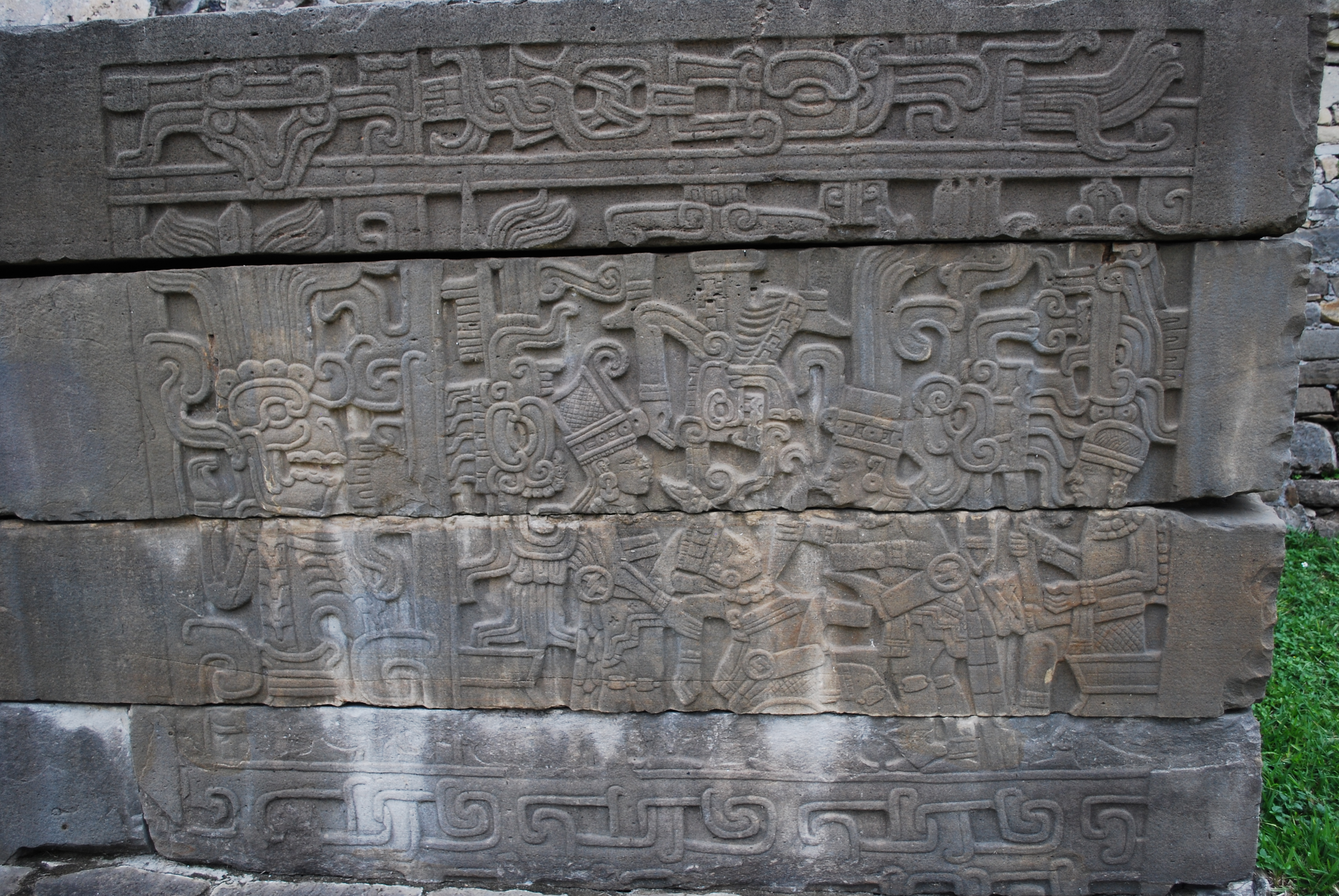
Um de vários murais do campo de jogo de bola Sul de El tajin, mostrando o sacrifício de um jogador de bola.

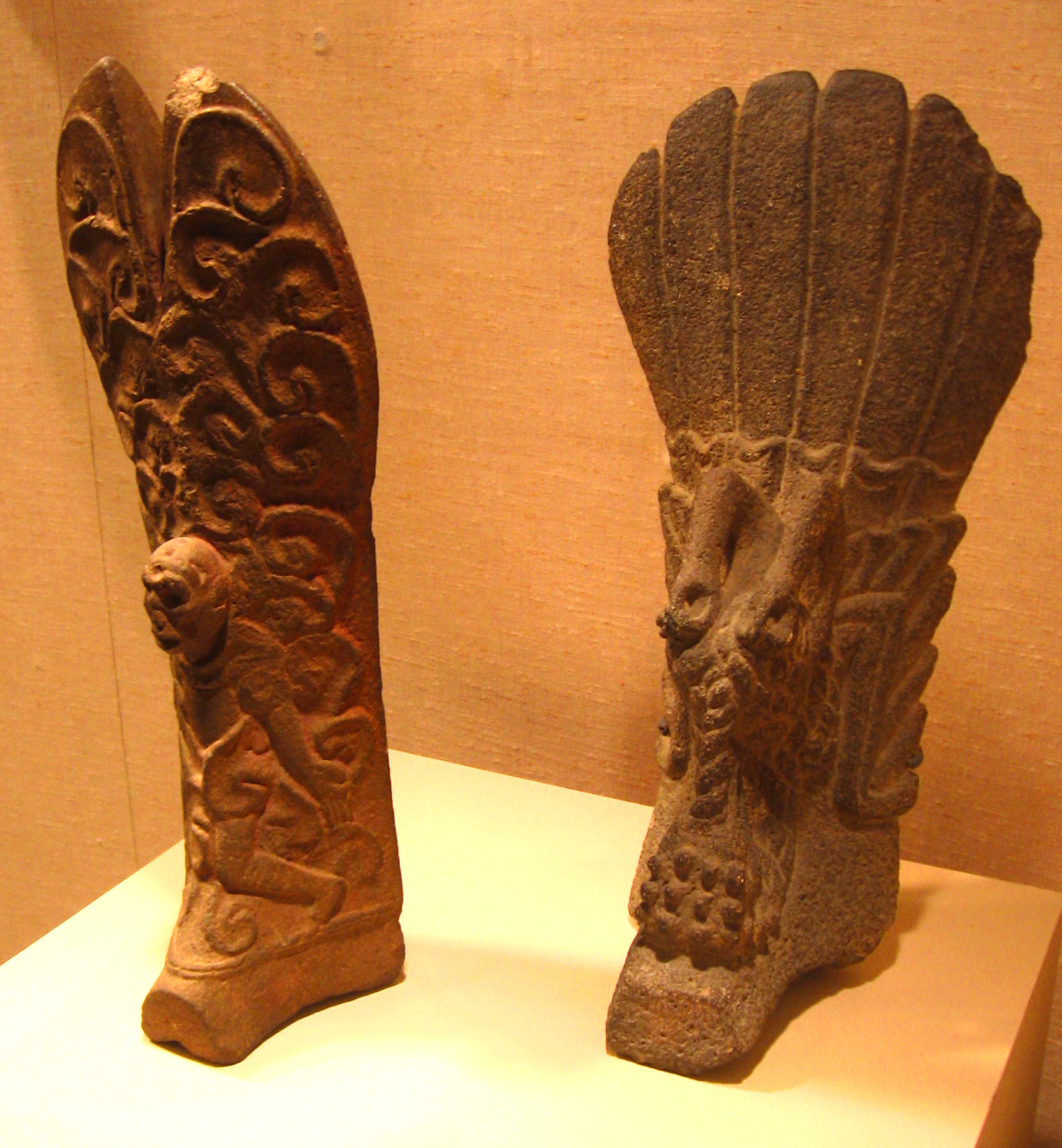
Duas palmas, características da cultura clássica de Veracruz. Altura: 45 cm.

Cultura Clássica de Veracruz (também Cultura Clássica da Costa do Golfo ou Cultura do Centro de Veracruz) refere-se a uma área cultural nas regiões norte e central do estado mexicano de Veracruz, uma cultura que existiu entre 100 e 1000 d.C., ou seja, durante o período clássico mesoamericano.
El Tajín era o principal centro desta cultura; entre outros centros dignos de nota incluem-se Higueras, Zapotal, Cerro de las Mesas, Nopiloa e Remojadas, sendo estes dois últimos importantes centros cerâmicos. Geograficamente esta cultura ocupou a região da costa do golfo mexicana entre o rio Pánuco, a norte, e o rio Papaloapan, a sul.

## Características
O tema principal da arte desta cultura é o sacrifício humano, em particular no contexto do jogo de bola mesoamericano. Esta arte é produzida com extensos e convolutos pergaminhos bandados que podem ser vistos tanto na arquitectura monumental com na arte móvel, incluindo cerâmica e até ossos esculpidos. Pelo menos um investigador sugeriu que as cabeças e outras características formadas pelos pergaminhos são uma forma de escrita pictográfica da Cultura Clássica de Veracruz. Este tipo de pergaminhos pode ter tido a sua origem em estilos similares encontrados em Chiapa de Corzo e Kaminaljuyu.
Além dos pergaminhos, a arquitectura é conhecida pela sua ornamentação elaborada, como a que se pode observar na Pirâmide dos Nichos de El Tajín. Esta ornamentação produz dramáticos contrastes de luz e sombra, algo que o historiador de arte George Kubler designou como um "arrojado chiaroscuro".
Apesar de a Cultura Clássica de Veracruz apresentar influências de Teotihuacan e maias, nenhuma destas culturas é o seu antecedente directo. Em vez disso, as raízes desta cultura parecem estar, pelo menos em parte, nos centros da cultura epiolmeca, como Cerro de las Mesas e La Mojarra.
A Cultura Clássica de Veracruz é por vezes, e erradamente, associada aos totonacas, que ocupavam este território ao tempo da conquista do México pelos espanhóis. Contudo, são poucas ou nenhumas as evidências de terem sido os totonacas os originadores desta cultura do período clássico.

## Estrutura social
Sepulturas, escultura monumental, esculturas em relevo e a distribuição da arquitectura nos centros regionais, todos apontam para uma estratificação social da sociedade clássica de Veracruz, a presença de uma elite, bem como a especialização de ofícios. Governantes hereditários controlavam estes centros regionais de pequena e média dimensão, nenhum maior que 2 000 km², mantendo o poder através do controlo político e religioso de redes comerciais distantes e legitimando-o por meio de rituais tipicamente mesoamericanos como a sangria, sacrifícios humanos, guerras, e uso de bens exóticos.  Contudo, grande parte ou a maioria da população, vivia em povoados isolados.
Tal como as culturas olmeca e epiolmeca que a precederam, a Cultura Clássica de Veracruz estava baseada na agricultura de roça, sendo o milho uma parte importante da dieta, suplementado pelo cão doméstico, veado e outros mamíferos, e peixe e marisco. O algodão era também uma cultura importante.
A Cultura Clássica de Veracruz venerava muitas deidades mesoamericanas comuns, em particular um deus da morte (bastante preeminente em El Tajín e muitas vezes associado ao Mictlantecuhtli asteca) e um monstro da terra (aparentemente herdado da cultura olmeca).

## Jogo de bola mesoamericano
A Cultura Clássica de Veracruz estava aparentemente obcecada pelo jogo de bola. Todos os centros culturais tinham pelo menos um campo de jogo de bola, tendo sido encontrados até dezoito em El Tajín.
Foi aqui no norte e centro de Veracruz durante o Clássico Tardio que o jogo de bola atingiu o seu auge.
Os rituais do jogo de bola surgem em toda a arte monumental clássica de Veracruz. As paredes do maior campo de bola, o campo de bola sul de El Tajín, estão forradas com murais esculpidos mostrando sacrifícios humanos no contexto do jogo de bola (ver imagem acima). O ponto culminante destes murais é um quadro mostrando o deus da chuva, que perfura o seu pénis (um acto de sangria ritual) para repor o conteúdo de um recipiente de pulque, uma bebida alcoólica ritual - aparentemente o desejado resultado final do sacrifício ritual do jogo de bola.
Uma característica definidora da Cultura Clássica de Veracruz é a presença de equipamento do jogo de bola feito em pedra: jugos, machados e "palmas". Os jugos são pedras em forma de U usadas à volta da cintura do jogador, enquanto os machados e as "palmas" se encontram sobre o jugo. Os arqueólogos geralmente supõem que os jugos de pedra são versões rituais de jugos de couro, algodão, e/ou madeira, apesar de não terem sido desenterrados tais artefactos perecíveis. Enquanto que os jugos e os machados têm sido encontrados de Teotihuacan à Guatemala, as "palmas" parecem ser exclusivas do que é actualmente o norte de Veracruz.

## Cerâmica
Até ao início da década de 1950, as peças de cerâmica da Cultura Clássica de Veracruz eram poucas, mal compreendidas, e sem proveniência determinada. Desde então, a recuperação de milhares de figuras e fragmentos de olaria de locais como Remojadas, Los Cerros, Dicha Tuerta, e Tenenexpan, alguns inicialmente recuperados por salteadores, expandiu o conhecimento sobre esta cultura e encheu muitas prateleiras de museus. O artista e historiador de arte Miguel Covarrubias descreveu a cerâmica desta cultura como "poderosa e expressiva, dotada de encanto e sensibilidade sem precedentes em outras culturas mais formais".
As figuras do estilo Remojadas, talvez as mais facilmente reconhecíveis, são geralmente moldadas a mão, e muitas vezes adornadas com apliques. Salientam-se as "figuras sorridentes", com cabeças de forma triangular e braços estendidos. As figuras de Nopiloa são geralmente menos ornamentadas, sem apliques, e muitas vezes moldadas.
A Cultura Clássica de Veracruz produziu algumas das poucas figuras com rodas da Mesoamérica e é também conhecida pelo uso de betume.